# Ultimatum (Jesper Kyd)
Ultimatum è un album strumentale dell'artista danese Jesper Kyd, pubblicato nel novembre del 2011.

## Tracce
1. Precession – 1:53
2. Aphelion – 2:30
3. Event Horizon – 1:39
4. Chaos Debris – 1:41
5. Galilean Moons – 1:44
6. Van Alien – 1:42
7. Absolute Magnitude – 2:11
8. Opposition – 2:38
9. Numinous – 1:43
10. Antimatter – 1:42
11. Limb – 1:31

## Aphelion
Aphelion è la traccia più apprezzata da tutti. Ha ricevuto molte critiche sul ritmo e sulla musica.